# Pedro Xexéo
Pedro Martins Caldas Xexéo (Bagé, 16 de novembro de 1943 - Petrópolis, 27 de março de 2024), mais conhecido como Pedro Xexéo, foi um museólogo, curador e crítico de arte brasileiro. Trabalhou no Museu Nacional de Belas Artes de 1974 a 2013, quando se aposentou. No MNBA, foi curador de pintura brasileira de 2001 a 2013.

## Reconhecimento
- Prêmio da Associação Brasileira de Críticos de Arte, 2023[3][4]
- Sócio benfeitor do Real Gabinete Português de Leitura, 2024[5]